# Heather Nova
Heather Nova (nome di battesimo Heather Allison Frith) (Bermuda, 6 luglio 1967) è una cantautrice e poetessa inglese.
Ha pubblicato tredici album e ha realizzato dei singoli che sono divenuti delle hits nel Regno Unito.

## Biografia
Heather Nova è nata il 6 luglio 1967 nei Caraibi alle Bermuda. 
Sua madre è canadese e suo padre è nativo delle Bermuda. Nova ha passato gran parte della sua infanzia con la famiglia (ha anche una sorella ed un fratello Mishka, cantante reggae).
Ha iniziato a suonare la chitarra ed il violino in tenera età, ed ha scritto la sua prima canzone a 12 anni. La sua famiglia si trasferì nella Nuova Inghilterra dove lei ha frequentato la Putney school a Putney (Vermont). Dopo il diploma nel 1983 Heather si è iscritta alla RISD (Rhode Island School of Design) dove si è laureata nel 1989.

## Carriera
Dopo la laurea al RISD Nova si è trasferita a New York (dove ha cercato un'etichetta senza successo, presentando delle demo).
Si è trasferita nuovamente ma stavolta a Londra in Inghilterra. Nel 1990 ha pubblicato il suo primo album, Heather Frith, un EP. Non aveva ancora cambiato il suo nome.
L'avrebbe fatto più in là. Infatti nel 1993 il nuovo nome debutta con l'EP Spirit in You e l'acclamato album Glow stars. Il successo di questo secondo EP la porta, nello stesso anno, a pubblicare il primo album live, Blow, che lei ha pubblicizzato con un tour europeo.
Nel 1994 ha pubblicato, come dicono in molti, il suo lavoro migliore, l'album Oyster che la porta in tour per più di due anni. Nel 1995 un altro album live, Live from the Milky Way. Siren, il seguito di Oyster è stato pubblicato nel 1998.
Dopo la pubblicazione di Siren e un tour mondiale per promuoverlo, Nova farà una pausa dove sarà presente in molti show televisivi.
In questo periodo Heather Nova pubblica molti singoli che vengono trasmessi negli USA, su MTV2, in Europa su MTV e in Canada su MuchMusic. Col passare del tempo Heather ha scritto più di 100 canzoni.
Nel 2001, con la pubblicazione di South è tornata nella scena musicale con un'apparizione nella colonna sonora di un film di John Cusack, Serendipity, con alcuni video, e con la collaborazione con la band indiepop svedese Eskobar con la canzone Something new.
Nel 2003 arriva Storm e nel 2005 Red Bird.
Nel dicembre del 2005, Heather Nova pubblica un EP, Togheter as One, per supportare la Bermuda Sloop Foundation. 
Nel 2002 ha prodotto un libro di poesie di 72 pagine intitolato The Sorrowjoy. Un album con lo stesso nome uscirà nel marzo 2006 dove Nova legge le sue poesie con un sottofondo musicale.
Nel settembre 2008 ha annunciato che pubblicherà un nuovo album che uscirà ad ottobre chiamato The Jasmine flower.

## Vita privata
Heather vive alle Bermuda con il marito Felix Tod e il figlio Sebastian nato nel 2004.

## Discografia

### Album in studio
- 1993 - Glow Stars
- 1994 - Oyster
- 1998 - Siren
- 2001 - South
- 2003 - Storm
- 2005 - Redbird
- 2008 - The Jasmine Flower
- 2011 - 300 Days at Sea
- 2015 - The Way It Feels
- 2019 - Pearl

### Album di poesie
- 2006 - The Sorrowjoy

### Album dal vivo
- 1993 - Blow (live)
- 1995 - Live From The Milky Way (EP live)
- 2000 - Wonderlust (live)

### Singoli
- "Walk This World" (1994)
- "Maybe An Angel" (1995)
- "Truth and Bone" (1996)
- "London Rain (Nothing Heals Me Like You Do)" (1998)
- "Heart & Shoulder" (1998)
- "I'm The Girl" (1999)
- "Gloomy Sunday" (1999)
- "Love Will Find You" (2000, con ATB)
- "Feel You Like A River" (2000, con ATB)
- "I'm No Angel" (2001, 2 parti)
- "Someone New" (2002, con Eskobar)
- "Virus of the Mind" (2002)
- "River of Life" (2003)
- "Welcome" (2005)
- "Done Drifting" (2005)
- "Renegade" (2007, con ATB)

### EPs
- Heather Frith Ep (1990)
- Spirit In You (1993)
- Live From The Milky Way (1995)
- The First Recording (1997) Revisitazione di Heather Frith Ep
- Together As One (2005, ep in favore della Bermuda Sloop Foundation)

### DVDs
- Live at the Union Chapel (2004)

## Libri
- The Sorrowjoy, ISBN 0-9542115-0-2